# Susanne Wigene
Susanne Wigene, född 12 februari 1978, är en norsk friidrottare som tävlar i långdistanslöpning. Wigene, som kommer från Haugesund, tränas av Knut Kvalheim. Susanne Wigene tog silver i Friidrotts-EM 2006 på 10 000 meter i Göteborg den 7 augusti 2006.

## Personliga rekord
- 3 000 meter - 8.41,34 (Bislett, 29 juli 2005)
- 5 000 meter - 14.48,53 (Bryssel, 26 augusti 2005)
- 10 000 meter - 30.32,36 (Göteborg, 7 augusti 2006)

- 3 000 meter hinder - 9.45,21